# Das Schweigen der Quandts
Das Schweigen der Quandts ist ein Dokumentarfilm von Eric Friedler (Redaktion: Thomas Schreiber und Doris J. Heinze) über eine der vermögendsten Familien Deutschlands. Die Produktion des NDR wurde erstmals am 30. September 2007 im Programm der ARD Das Erste ausgestrahlt. Am 22. November 2007 wurde im NDR Fernsehen eine 90-minütige Langfassung der Dokumentation gesendet.

## Inhalt und Hintergrund
Der Dokumentarfilm zeigt, inwieweit die Industriellenfamilie Quandt in der NS-Zeit in das Nazi-System verstrickt war. Insbesondere betrifft das das damalige Oberhaupt der Familie Günther Quandt, da dieser im Dritten Reich als Wehrwirtschaftsführer mit den Nazis zusammengearbeitet hatte. Zeitzeugen belegen, dass die Familie einen erheblichen Teil des Familienreichtums auf der Basis von Zwangsarbeit im Zweiten Weltkrieg erwirtschaftete. Filmaufnahmen und schriftliches Archivmaterial untermauern die zentrale These und belegen die Verstrickungen des Industriellen Günther Quandt während der Zeit des NS-Regimes. Die Familie Quandt nutzte seinerzeit offenbar wirtschaftliche Vorteile, die die während der Zeit des Nationalsozialismus maßgeblichen Leute ihnen angeboten hatten.
KZ-Häftlinge und Zwangsarbeiter ermöglichten große Profite und den Konzernausbau. Die Vermögenszuwächse, die die Familie Quandt zwischen 1933 und 1945 erzielte, begründeten zum Teil auch den Aufstieg in der deutschen Nachkriegswirtschaft.
Für Das Schweigen der Quandts recherchierten die Filmemacher Eric Friedler und Barbara Siebert über fünf Jahre lang in Archiven im In- und Ausland. Mit Hilfe der zusammengetragenen Dokumente ist es ihnen gelungen, Stück für Stück die Herkunft von Teilen des Familienvermögens offenzulegen.

## Einschaltquote, Reaktionen
Den 60-minütigen Film sahen am 30. September 2007 1,29 Millionen Zuschauer, was einem Marktanteil von 13,5 Prozent entsprach.
Bemerkenswert ist, dass der Film unangekündigt im Spätabendprogramm anstatt einer angekündigten Doku über Inge Meysel lief. Kritiker vermuteten, um eine rechtliche Verhinderung der Erstausstrahlung zu vermeiden. Laut NDR habe man den Film kurzfristig ins Programm genommen, weil er am selben Sonntag auf einem Dokumentarfilmfestival gezeigt wurde.
Der ehemalige Chefredakteur des Nachrichtenmagazins Der Spiegel, Mathias Müller von Blumencron, war Mitglied des Kuratoriums der Johanna-Quandt-Stiftung, bis er im April 2008, wie auch Gabriele Fischer und Christoph Keese, als Reaktion auf Das Schweigen der Quandts ihre Ämter niederlegten.
2010 glaubte der Historiker Ralf Stremmel, der das Historische Archiv Krupp von ThyssenKrupp leitet, laut Die-Welt-Autor Sven Felix Kellerhoff schwere Versäumnisse in dem Film zu erkennen. Auf Ralf Stremmels in den Vierteljahrsheften für Zeitgeschichte publizierten Beitrag folgte in der Süddeutschen Zeitung ein Artikel von Willi Winkler unter der Überschrift „Seltsamer Revisionismus“. Der Historiker und Autor Joachim Scholtyseck wird in der FAZ wiedergegeben mit der Aussage Günther Quandt habe auf den „Endsieg“ gesetzt.

## Auszeichnungen
Das Schweigen der Quandts ist bei den 49. New York Festivals International Television Programming and Promotion Awards in der Kategorie „History & Society“ mit der Gold-Medaille (Gold World Medal) des New York Festivals ausgezeichnet worden.
Eric Friedler wurde für seine Dokumentation über Das Schweigen der Quandts mit dem Hanns-Joachim-Friedrichs-Preis für kritischen Fernsehjournalismus ausgezeichnet.